# Jefferson Memorial
Thomas Jefferson Memorial é um memorial presidencial em Washington, D.C. dedicado a Thomas Jefferson, terceiro presidente dos Estados Unidos. O edifício neoclássico foi concebido por John Russell Pope. Foi construído pelo empreiteiro de Filadélfia, John McShain, e foi concluído entre 1939-1943, a estátua de bronze de Jefferson foi adicionado no interior em 1947. Quando concluído, o memorial ocupou um dos últimos significativos lugares desocupados da cidade. 

## História
Até 1930, havia monumentos comemorativos em homenagem a outros presidentes americanos, incluindo Abraham Lincoln e George Washington.
O Presidente Franklin Roosevelt pensava que Thomas Jefferson também merecia um monumento. Em 26 de junho de 1934, na sequência da sua iniciativa, o Congresso aprovou uma resolução para criar um monumento comemorativo em memória de Jefferson.
O monumento foi projetado por John Russell Pope — também o arquitecto do edifício da National Gallery of Art. O projeto do memorial reflete características dos edifícios projetados por Jefferson como Monticello e da Rotunda, que reflectem o seu fascínio com a arquitetura romana. A concepção arquitectónica do Jefferson Memorial é modelado após as cúpulas estrutura do Panteão de Roma. 

### Construção

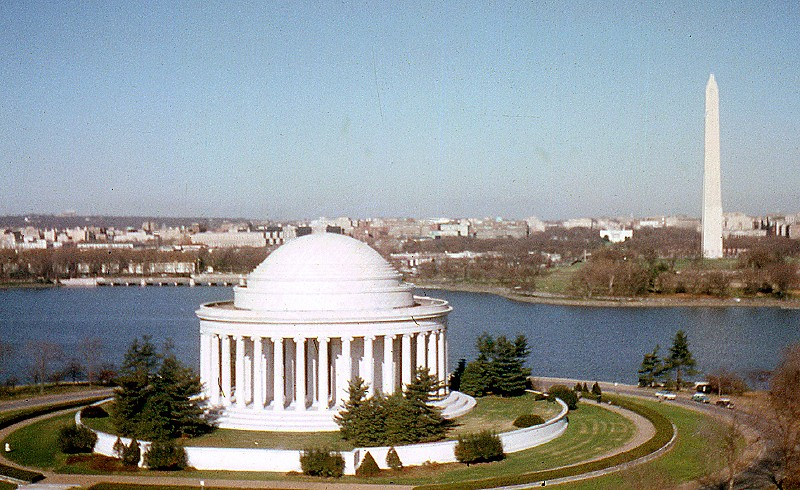
Memorial a Thomas Jefferson. Ao fundo o Monumento a Washington.

A pedra angular foi estabelecida em 15 de novembro de 1939 - dois anos após a morte de Pope. Daniel P. Higgins e Otto Eggers R. assumiram a construção do memorial. O memorial foi construído com mármore Danby Imperial (Vermont) para as paredes exteriores e colunas de mármore rosa Tennessee para o interior, piso georgiano, mármore branco para a parede interior painéis de mármore cinza e Missouri para o pedestal. calcário de Indiana foi usado na construção do limite máximo. O custo de construção foi um pouco mais de 3 milhões de dólares. 
O Jefferson Memorial foi oficialmente dedicado em 13 de abril de 1943, no 200º aniversário de Jefferson.

## Arquitetura

### Exterior

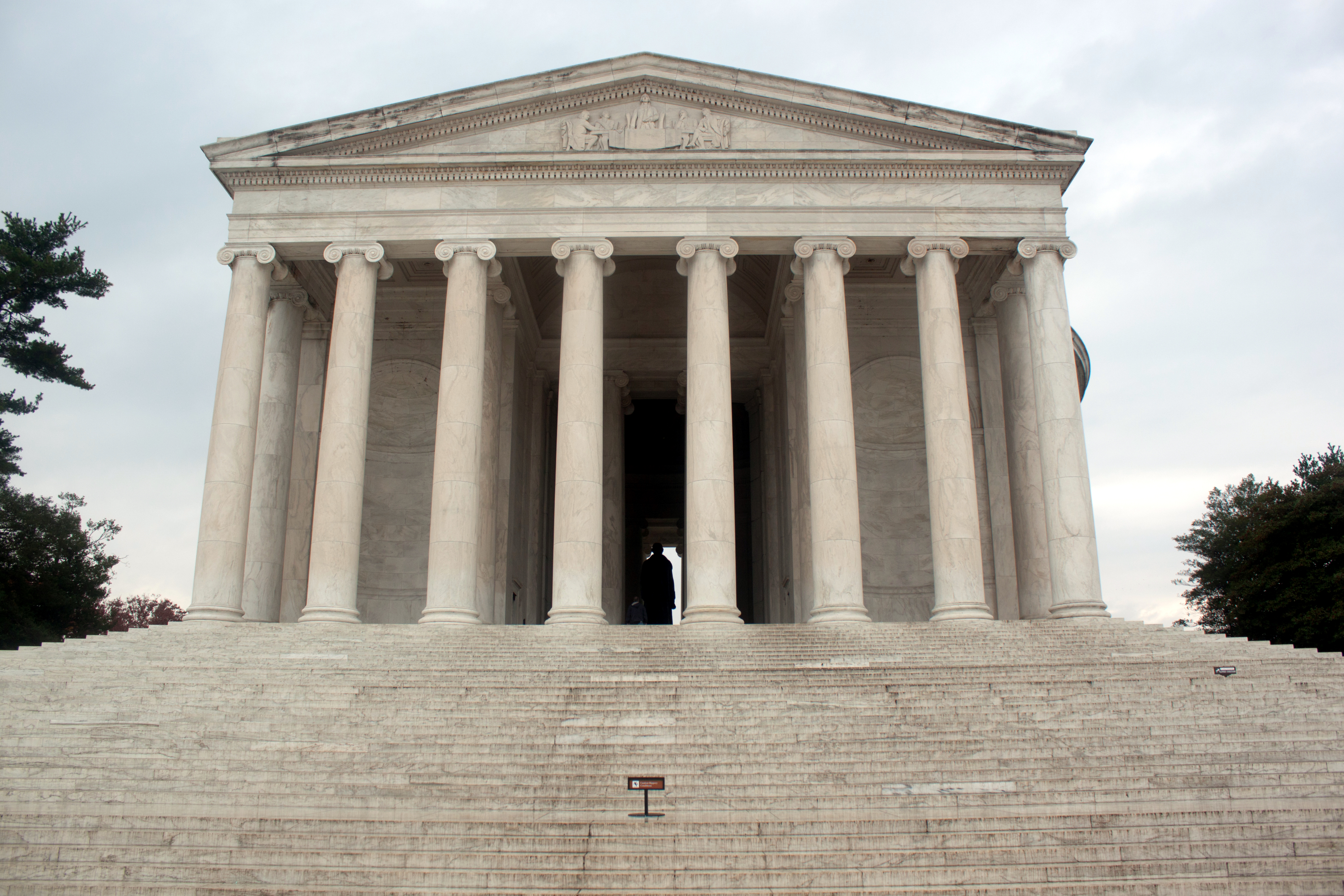
Visão geral do Jefferson Memorial a partir da escadaria.

O conjunto arquitetônico do Jefferson Memorial é formado por uma escadaria de mármore arredondada, um pórtico, uma colunata circular jônica e um domo abobadado; sendo o prédio aberto aos elementos. Seu diâmetro é de aproximadamente 50 metros.
O memorial foi erguido em mármore Imperial Danby, de Vermont, que se encontra também em uma série de terraços de granito e mármore. Uma lâmina de  escadarias de granito e mármore, ladeada por granito bruto, conduz do reservatório Tidal Basin até a entrada do pórtico, formando um frontão triangular.
O frontão abriga uma escultura do "Comitê dos Cinco", realizada por Adolph Alexander Weinman em celebração ao comitê que redigiu a Declaração da Independência. Além do próprio Jefferson, os membros do comitê eram John Adams, Benjamin Franklin, Roger Sherman e Robert Livingston. O frontão é delimitado por uma cornija sob a qual encontra-se uma frisa retilínea.

### Interior

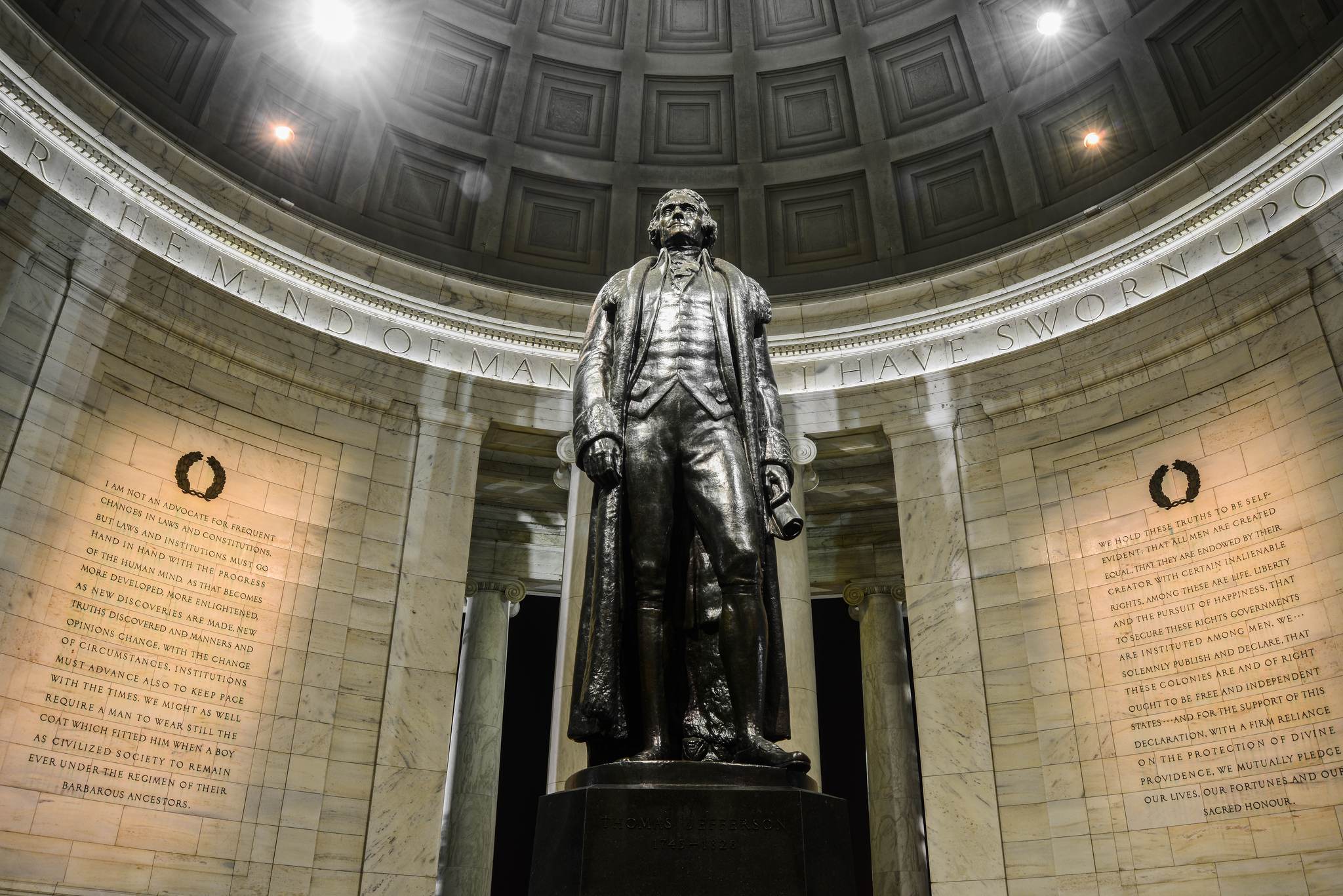
O interior do memorial inclui a notória estátua de Jefferson ladeada por trechos de suas cartas, sendo uma delas parte da Declaração de Independência.

O interior do memorial possui pé direito de 5.8 metros de altura, e abriga a notória estátua em bronze de Jefferson, obra do escultor Rudulph Evans. A estátua foi acrescentada ao monumento quatro anos depois da inauguração. A inscrição numa frisa sob a parte interna do domo declara: "Eu jurei sobre o altar de Deus eterna hostilidade contra qualquer forma de tirania sobre a mente humana". Esta declaração é oriunda de uma carta de Jefferson enviada a Benjamin Rush em 23 de setembro de 1800, onde reafirmava seu compromisso com a formação de um Estado laico.

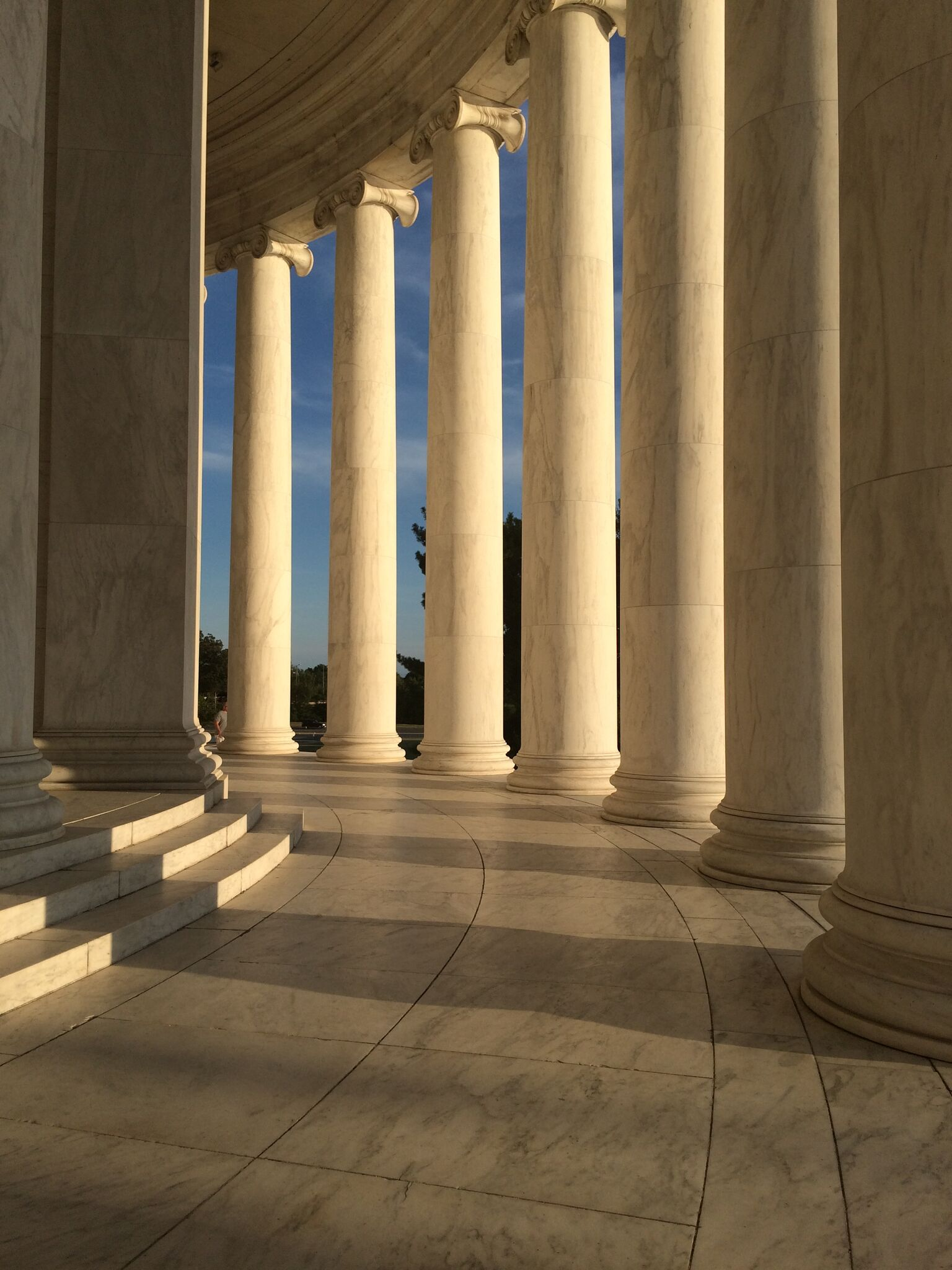
O exterior do memorial é circundado por uma colunata de ordem jônica.

No painel que contrapõe a estátua, há um trecho da Declaração da Independência, escrita em 1776:
| “ | "Consideramos estas verdades como evidentes por si mesmas, que todos os homens são criados iguais, dotados pelo Criador de certos direitos inalienáveis, que entre estes estão a vida, a liberdade e a procura da felicidade (...) Nós publicamos e declaramos solenemente que estas colônias unidas são e de direito têm de ser estados livres e independentes. E em apoio desta declaração, plenos de firme confiança na proteção da Divina Providência, empenhamos mutuamente nossas vidas, nossas fortunas e nossa sagrada honra. | ” |

No painel contrário há um trecho do Estatuto da Liberdade Religiosa da Virgínia de 1777 com exceção da última frase que foi retirada de uma carta pessoal a James Madison em 28 de agosto de 1789:
| “ | "O Poderoso Deus criou a mente livre... Todas as tentativas de influenciá-la por punições temporais ou mortais... são uma divergência do plano do Santo Autor de nossa religião... Nenhum homem deverá ser compelido a frequentar ou apoiar qualquer serviço ou ministério religioso ou deverá, ao contrário, sofrer por conta de suas crenças ou opiniões religiosas, mas todos os homens deverão ser livres para professar e - por argumento - manter suas opiniões em questões de religião. | ” |

## Localização

O conjunto urbanistíco formado pelo Jefferson Memorial, a enseada Tidal Basin e o Monumento a Washington.

O Jefferson Memorial está situado às margens do rio Potomac, inserido num parque urbano conhecido como West Potomac Park, que abriga também o  Lincoln Memorial e o mais recente Martin Luther King, Jr. National Memorial. À frente do monumento, limitando imediatamente suas escadarias, localiza-se a lagoa artificial Tidal Basin, onde existiu primeiramente uma praia artificial na década de 1920. À oeste do memorial, encontra-se o Franklin Delano Roosevelt Memorial, concluindo uma área de três monumentos a presidentes estadunidenses. 
O local do memorial é ladeado por um trecho da Route 395, sendo marcadamente conhecido pela presença de uma alameda de cerejeiras doadas pelo governo japonês em 1912. Apesar de ser um foco de turistas e típico cartão postal da cidade, o monumento não é tão proeminente na cultura popular quanto outros prédios públicos no Distrito de Colúmbia, possivelmente por conta de sua localização isolada do National Mall, que concentra a maior parte dos monumentos nacionais na capital estadunidense. O Jefferson Memorial, no entanto, abriga diversos eventos públicos anualmente.

## Ligações Externas
- Official NPS website: Thomas Jefferson Memorial